# Barking
Barking es un barrio del municipio londinense de Barking y Dagenham. Se encuentra a unos 14,2 km (8,8 mi) al este de Charing Cross, Londres, Reino Unido. Según el censo de 2011 contaba con una población de 48340 habitantes.